# Міністерство туризму Греції
Міністр туризму Греції — очільник міністерства у справах туризму Греції (грец. Υπουργείo Τουριστικής Ανάπτυξης). 
2004 року міністерство реформували у Міністерство розвитку туризму, однак 2009 року тодішній прем'єр-міністр Йоргос Папандреу об'єднав його із Міністерством культури. Після приходу до влади Нової Демократії на чолі із Антонісом Самарасом 21 червня 2012 року міністерство відновлено.

## Список міністрів
| Ім'я                 | Початок повноважень | Кінець повноважень | Партія          | Примітки |
| -------------------- | ------------------- | ------------------ | --------------- | -------- |
| Дімітріс Аврамопулос | 18 березня 2004     | 15 лютого 2006     | Нова Демократія |          |
| Фані Паллі-Петраліа  | 15 лютого 2006      | 19 вересня 2007    | Нова Демократія |          |
| Аріс Спіліотопулос   | 19 September 2007   | 8 січня 2009       | Нова Демократія |          |
| Костас Макропулос    | 8 January 2009      | 6 жовтня 2009      | Нова Демократія |          |
| Ольга Кефалоянні     | 21 червня 2012      | чинний             | Нова Демократія |          |